# سوق السلف (الحيمة الداخلية)

تعديل مصدري - تعديل

سوق السلف هي إحدى قرى عزلة بني السياغ بمديرية الحيمة الداخلية التابعة لمحافظة صنعاء، بلغ تعداد سكانها 97 نسمة حسب تعداد اليمن لعام 2004.